# Joanna Wnuk-Nazarowa
Joanna Wnuk-Nazarowa, właśc. Joanna Maria Wnuk-Nazar (ur. 28 maja 1949 w Gdyni) – polska dyrygent, kompozytor, pedagog i polityk, dyrektor instytucji kulturalnych, w latach 1997–1999 minister kultury i sztuki. Dama Orderu Orła Białego.

## Życiorys
Ukończyła studia na Akademii Muzycznej w Krakowie w zakresie dyrygentury i kompozycji. Dyplom obroniła w 1974 u Krzysztofa Pendereckiego. Brała udział w dyrygenckich kursach mistrzowskich pod kierunkiem Hansa Swarowsky'ego w Austrii (1971–1972). W latach 70. pracowała m.in. w krakowskich Teatrze Ludowym (1973–1974) i Teatrze Starym (1977–1978). Jest autorką muzyki do spektakli teatralnych oraz telewizyjnych, w tym spektakli w reżyserii Kazimierza Kutza i Krzysztofa Nazara.
W 1974 zaczęła prowadzić zajęcia na Akademii Muzycznej w Krakowie, została zatrudniona w Zakładzie Analizy i Interpretacji Muzyki. W pracy naukowej zajęła się m.in. sylwetką kompozytora Zygmunta Koniecznego. Brała udział jako dyrygent m.in. w festiwalach Warszawskiej Jesieni. W 1991 objęła stanowisko dyrektora naczelnego Filharmonii Krakowskiej, zajmując się m.in. odbudową gmachu po pożarze z 11 grudnia 1991. Instytucją tą kierowała do 1997.
W wyborach parlamentarnych w 1997 bez powodzenia ubiegała się o mandat poselski z listy Unii Wolności w województwie krakowskim (otrzymała 742 głosy). Od 31 października 1997 do 26 marca 1999 z rekomendacji tego ugrupowania była ministrem kultury i sztuki w rządzie Jerzego Buzka.
Od 2000 do 2018 pełniła funkcję dyrektora naczelnego i programowego Narodowej Orkiestry Symfonicznej Polskiego Radia w Katowicach. Jako dyrektor była pomysłodawczynią wielu projektów orkiestry, m.in. „Maratonu twórczości Góreckiego”, „Pociągu do muzyki Kilara”, „Muzycznych Podróży Morskich”, „Dnia Kilara”, „Nocy Kilara”, „Festiwalu Górecki–Penderecki” oraz biennale Festiwal Prawykonań – Polska Muzyka Najnowsza. Przyczyniła się do wybudowania nowej siedziby orkiestry; uroczyste otwarcie nowego gmachu miało miejsce w 2014 i zostało uznane za „Wydarzenie Roku” przez kapitułę nagrody Koryfeusz Muzyki Polskiej w 2015.
Została członkiem kapituły Nagrody im. Lecha Kaczyńskiego. Weszła również w skład Komitetu Wspierania Muzeum Historii Żydów Polskich Polin w Warszawie.

## Odznaczenia i wyróżnienia
W 2023 prezydent RP Andrzej Duda, w uznaniu znamienitych zasług dla polskiej kultury, za wybitne osiągnięcia w pracy artystycznej i pedagogicznej, za działalność na rzecz upowszechniania dorobku rodzimej kultury muzycznej oraz konsekwentne wspieranie aktywnego w niej uczestnictwa, nadał Joannie Wnuk-Nazarowej Order Orła Białego.
Została odznaczona również Krzyżem Kawalerskim (2011) i Krzyżem Oficerskim (2018) Orderu Odrodzenia Polski, Złotym Krzyżem Zasługi (2005), Srebrnym i Złotym Medalem „Zasłużony Kulturze Gloria Artis”, Odznaką „Zasłużony Działacz Kultury”, litewskim Medalem Dariusa i Girėnasa i węgierskim Złotym Krzyżem Zasługi.
Wyróżniona tytułem honorowego obywatela Katowic (2021). W 2025 została uhonorowana tytułem „Ambasadora Śląska”. W 2018 otrzymała nagrodę ZAiKS-u za propagowanie polskiej muzyki współczesnej.

## Życie prywatne
Była żoną Krzysztofa Nazara i synową Krystyny Moszumańskiej-Nazar. Córka Włodzimierza Wnuka, praprawnuczka brata Sabały.

## Twórczość
Wybrane kompozycje:
- Głos miłego mego, pieśń na 3-głosowy chór żeński (1968),
- Wszech-kanon non-stop na dowolną liczbę instrumentów dętych (1970),
- D.Z.W.M na 13 wykonawców (1973),
- Oh, dr Jekyll, oh, Mr Hyde na obój, organy i organy elektryczne (1973),
- Lady Macbeth, pieśń na głos kobiecy oraz flet, klarnet, obój, fagot i perkusje (1974),
- Solution na czterech aktorów i perkusje (1974),
- Requiem II na sopran lub mezzosopran i wielką orkiestrę symfoniczną (1974),
- Kwadryptyk podwójnostroikowy na obój, rożek angielski, fagot i kontrafagot (1975),
- Precz?, utwór kwadrofoniczny (1980),
- Życie i miłość poety, 10 pieśni romantycznych na alt, baryton i fortepian (1981–1982),
- Lamento na obój i instrumenty smyczkowe (1983–1984),
- Morze Śródziemne, żegnaj. Próba rekonstrukcji na dwie gitary i orkiestrę (1986),
- Liedchen ohne Worte na harfę, klawesyn i fortepian (1994),
- Muzyka do spektaklu Operetka w reż. Krystyny Meissner na śpiewających aktorów i małą orkiestrę symfoniczną (1988),
- Muzyka do spektaklu telewizyjnego Kolacja na 4 ręce w reż. Kazimierza Kutza (1990),
- Muzyka do spektaklu Król umiera, czyli ceremonie w reż. Krzysztofa Nazara (1991),
- Muzyka do spektaklu telewizyjnego Mizantrop w reż. Krzysztofa Nazara (1993),
- Liedchen ohne Worte na harfę, klawesyn i fortepian (1994),
- Muzyka do spektaklu telewizyjnego Sen srebrny Salomei w reż. Krzysztofa Nazara (1994),
- Muzyka do spektaklu telewizyjnego Wujaszek Wania w reż. Kazimierza Kutza (1994),
- Muzyka do spektaklu telewizyjnego Ziarno zroszone krwią w reż. Kazimierza Kutza (1994),
- Miniatury na kwartet smyczkowy (1995),
- Muzyka do spektaklu telewizyjnego Urodziny w reż. Krzysztofa Nazara (1995),
- Muzyka do spektaklu Wesele w reż. Krzysztofa Nazara (1995),
- Muzyka do spektaklu telewizyjnego Emigranci w reż. Kazimierza Kutza (1995),
- Muzyka do spektaklu telewizyjnego Antygona w Nowym Jorku w reż. Kazimierza Kutza (1995),
- Muzyka do spektaklu Kolacja na 4 ręce w reż. Krzysztofa Jasińskiego (1998),
- Muzyka do spektaklu Ryszard III w reż. Krzysztofa Nazara (2000),
- Psalmy przyszłości? na chór do słów Zygmunta Krasińskiego (2009),
- Planctus – pamięci 96-ciu na chór i zespół kameralny (2011),
- Se je chant – chace na sopran, flet i obój (2012),
- Scherzo na kwintet smyczkowy (2013),
- Psalm dobrej woli na chór do słów Zygmunta Krasińskiego (2015),
- Quintetto per archi – per Krzysztof Penderecki (2018),
- Preludē et Grande Fugue „La Catastrophe” na wielką orkiestrę symfoniczną, sopran chłopięcy i harfę haczykową (2019),
- Słuchaj, Neronie! na alt i wielką orkiestrę symfoniczną (2020),
- Il tempo passa, passacaglia na wielką orkiestrę symfoniczną (2020),
- Wanda, opera na solistów, chór mieszany, chór dziecięcy, balet i orkiestrę symfoniczną (2021)[22],
- Dziewczyna, pieśń na chór mieszany do słów Bolesława Leśmiana (2022),
- Nie odwracaj się, dyptyk: Orfeusz i Eurydyka, Lot i żona Lota na 2 flety solo i orkiestrę kameralną (2022),
- Quintetto per archi II – Krzysztof Penderecki in memoriam (2023),
- Siedem grzechów głównych, suita tragikomiczna na wielką orkiestrę symfoniczną (2024)[23].